# Lydella pusilla
Lydella pusilla là một loài ruồi trong họ Tachinidae.